# فرانک هورتون بریمن
فرانک هورتون بریمن (انگلیسی: Frank Berryman; ۱۱ آوریل ۱۸۹۴ – ۲۸ مهٔ ۱۹۸۱) فرد نظامی اهل استرالیا بود. وی همچنین برندهٔ جوایزی همچون نشان سلطنتی ویکتوریایی، نشان حمام، و نشان امپراتوری بریتانیا شده‌است.